# Horbach (Aachen)
Horbach ist eine Ortschaft im nordwestlichen Aachener Stadtbezirk Richterich.

## Geschichte
Das Gebiet des Raumes Horbach war bereits zur Römerzeit besiedelt. Dies belegt ein im Jahre 1862 aufgedecktes Römergrab auf dem Gutshof „Mittelfrohnrath“. Dort wurden u. a. Grabgegenstände aus Ton und Münzen aus der Zeit der römischen Kaiser Hadrian (117–138) und Mark Aurel (161–180) gefunden. Urkundlich erwähnt wird der Ort als „Horbach“ bereits im Jahr 1073 in einer Schenkungsurkunde der Abtei Deutz. Die Ortsbenennung „Horbach“, die aus dem fränkischen frei übersetzt als „Sumpfbach“ angegeben werden kann, entstammt der Tatsache, dass die Gegend teilweise sumpfig war und eine Heidelandschaft vorherrschte, die durch keltische Stämme urbar gemacht wurde. Nachdem die Römer das Gebiet westlich des Rheins besetzt hatten, bauten sie mit Steinen befestigte Straßen zwischen den einzelnen Heerlagern. Eine dieser Verbindungsstraßen verlief westlich von Horbach über die heutige Laurensbergerstraße. Neben dem Gutshof „Steinstraß“ der heute an der Oberdorfstraße 100 liegt, taucht der Name „Steinstraß“ in den Jahren 1360–1600 auch für die ganze Siedlung auf und wurde wohl längere Zeit neben dem Namen "Horbach" verwendet.
Im 5. Jahrhundert endete die römische Besetzung. Die Besiedlung wurde dichter und die Gutshöfe auf den fruchtbaren Böden im Horbacher Gebiet entwickelten sich. Einige der bedeutenden Gutshöfe waren so genannte Nebenhöfe der Aachener Pfalz. Erste urkundliche Erwähnungen der Gutshöfe datieren beispielsweise auf das Jahr 1112 (Frohnrath), 1224 (Steinstrass), 1240 (Geucht), 1274 (Rosenberg). Eng verbunden ist die Ortsgeschichte mit dem Heydener Ländchen und der Heydener Burg, die auf Horbacher Gebiet liegt und bereits im 13. Jahrhundert erwähnt wird.
Allmählich bildeten sich neben den Gutshöfen und an zwei sich kreuzenden alten Wegen, an deren Schnittpunkt heute die Kirche St. Heinrich steht, mehr oder weniger geschlossene Häuserreihen. Für die Zeit vor 1800 sind keine Einwohnerzahlen überliefert. Im Jahr 1814 sollen es 541 Einwohner gewesen sein.
Verwaltungsmäßig gehörte der Ort Horbach ab 1361 zum „Heydener Ländchen“ oder auch „Ländchen zur Heyden“. Herzog Wilhelm II. von Jülich vereinigte damals die Ortschaften Richterich, Bank, Steinstraß (Bezeichnung für Horbach), Berensberg und Eygelshoven zu einer jülichschen Unterherrschaft, die er dem Ritter Godart von Bongart, dem Herrn des Hauses Heyden als Pfand antrug. Die Französische Revolution und die Besetzung durch die Franzosen 1789 bzw. 1792 führten zu einer Veränderung. Das Heydener Gericht, das seinen Sitz zeitweise auch in Horbach hatte, wurde aufgelöst und ersetzt durch eine „Municipalität“. Das Gebiet des Heydener Ländchens mit dem Ort Horbach wurde in zwei „Mairien“ aufgeteilt, Richterich und Pannesheide. Horbach wurde Teil der Mairie Richterich.

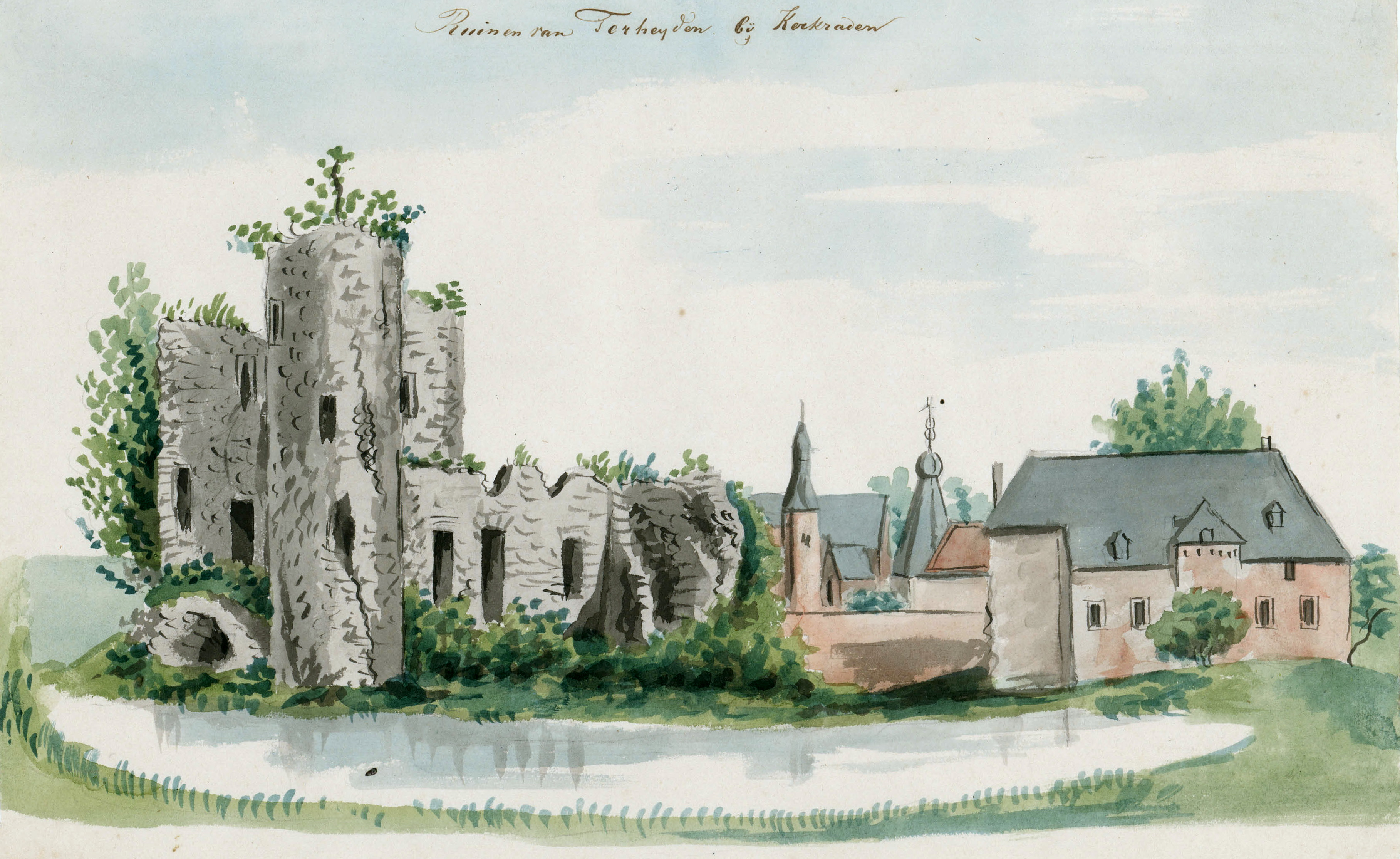
Haus Heyden und Horbach um 1840 (Ph. van Gulpen)

Nach dem Zusammenbruch des napoleonischen Frankreichs und den Verträgen des Wiener Kongresses im Frühjahr 1815 gehörte Horbach zur Bürgermeisterei Richterich im Landkreis Aachen. Die Siedlung Horbach entwickelte sich im 19. Jahrhundert zu einem Ort mit ländlich, bäuerlicher Struktur, wobei zahlreiche Einwohner auch in umliegenden Gemeinden wie Kohlscheid oder der Stadt Aachen arbeiteten. Im Jahr 1847 wird das erste eigene Schulgebäude an der heutigen Horbacherstrasse errichtet (in den 1970er Jahren abgetragen). In den Jahren nach 1900 wurde mit der Stromversorgung begonnen. 1908 entsteht ein neues Schulhaus an der Oberdorfstraße. Im Jahr 1909 konnte die elektrische Straßenbahn von Horbach nach Richterich als Linie 30 in Betrieb genommen werden. Erste Wasserleitungen wurden ebenfalls nach 1900 verlegt, wobei einige Siedlungsbereiche (z. B. im Bereich des Bremenbergs) erst nach dem Zweiten Weltkrieg an das Wassernetz angeschlossen wurden. In der Zeit von 1920 bis 1968 war im Gebäude der ehemaligen Vikarie eine Hilfsstation vorhanden, die von drei Hospitalschwestern der Heiligen Elisabeth betreut wurde.

### Zweiter Weltkrieg und Kriegsende
Der Ort Horbach erlebte die ersten Soldatendurchmärsche am 10. Mai 1940. Gegen 5 Uhr in der Früh rollten die ersten Panzer von Kohlscheid kommend in Richtung der Reichsgrenze bei Locht. Am 31. Juli fielen mehrere Fliegerbomben auf Horbacher Ortsgebiet. Der Winter 1941/1942 wurde als „strengster Winter seit Menschengedenken“ in die Horbacher Pfarrchronik eingetragen. Ab dem 10. September 1944 begann die Evakuierung des Ortes. Zahlreiche Bewohner wurden nach Westfalen evakuiert, Post und Straßenbahn stellten ihren Betrieb ein. Ca. 500 Bürger verblieben im Ortsgebiet.
Für Horbach endete die Kriegszeit am 17. September 1944. Um 15.15 Uhr rückten amerikanische Panzer im Ort ein, zogen sich jedoch vorläufig wieder zurück, bevor sie am folgenden Tag das Ortsgebiet besetzten. Die Bunkerlinie des Westwalls bei Forsterheide bildete zunächst die Besatzungsgrenze. Bis am 17. Oktober auch die Bunker eingenommen wurden, blieb diese Grenze bestehen. Horbach geriet in diesem Monat von Pannesheide aus, das noch in deutscher Hand war, unter deutschen Beschuss. Vier Tote sowie ein Schwerverletzter waren zu beklagen. Strom- und Wasserversorgung waren unterbrochen. Am 23. September wurde Pfarrer Reiner Klein zum Ortsbürgermeister ernannt. Am 17. Oktober 1944 wurden auch die übrigen Ortsteile der Gemeinde Richterich durch amerikanische Truppen besetzt.
Am 3. November 1944 wurden zwei Horbacher vor das Alliierte Kriegsgericht in Verviers (Belgien) gestellt, weil sie drei deutsche Soldaten aufgenommen und ihnen Zivilkleidung gegeben hatten. Beide Angeklagten wurden, als erste Deutsche überhaupt, freigesprochen. Im Januar 1945 war die Wasserversorgung wieder intakt und am 4. Mai 1945 konnte unter der Leitung der Elisabeth-Schwester Frederika der bereits seit 1935 geplante, aber zuvor nicht genehmigte Pfarrkindergarten seine Arbeit aufnehmen. In der Horbacher Volksschule konnte im Juli 1945 der Unterricht wieder aufgenommen werden.
Am 22. März 1949 sorgten Rundfunkmeldungen für Aufsehen, die verkündeten, dass Horbach den Niederlanden zugeteilt werden könnte. Diese Meldungen konnte die Landesregierung NRW jedoch am 28. März 1949 endgültig entkräften.

### Kirchengeschichte
Horbach gehörte ursprünglich als Filialgemeinde zur Pfarre Laurensberg und wurde erst 1804 losgelöst und eigenständige Pfarrei. Für das 15. Jahrhundert ist in Horbach eine Muttergotteskapelle überliefert, die aber 1579 im Achtzigjährigen Krieg zerstört wurde. Auf Anregung des Lütticher Domherrn Heinrich von Bongart ließ sein Bruder Wilhelm von Bongart 1632 die heutige Horbacher Kirche erbauen. Sie erhielt den Namenspatrion seines Bruders, den hl. Heinrich II. als Patron. Ihre heutige Form erhielt die Kirche aber erst in den Jahren 1846 bis 1847, als sie um Querschiff und neuen Chor erweitert wurde. Die Pläne dazu lieferte der Architekt Friedrich Klausener aus dem Burtscheider Zweig der Familie Klausener. Die feierliche Kirchweihe war am 11. Juni 1854.

### Nach 1950
Im Jahr 1953 erhält der katholische Kindergarten St. Heinrich ein eigenes Gebäude neben der Kirche. Im Jahr 1961 wird die Volksschule an der Oberdorfstraße erweitert.
Mit der kommunalen Neugliederung zum 1. Januar 1972 verliert die Gemeinde Richterich ihre Selbstständigkeit. Somit kommt auch der Ort Horbach zur Stadt Aachen.
Im Jahr 1981 wird die Turnhalle ihrer Bestimmung übergeben und 1983 wird der neue Sportplatz errichtet.
1992 wird im Erdgeschoss des Jugendheims der Pfarrgemeinde eine Teil-Offene-Türe (TOT) eingerichtet. Zwei Jahre später wird die vor dem Jugendheim gelegene Grünanlage nach Plänen von Franz Spiertz umgestaltet. 1996 entsteht am Wiesenweg ein neues Gebäude für den Kindergarten.
Im Jahr 2011 erreicht der Ort Horbach beim Wettbewerb „Unser Dorf hat Zukunft“ der StädteRegion Aachen den zweiten Platz im Norden der StädteRegion Aachen.

## Verkehr
Die AVV-Buslinien 17 und 44 der ASEAG verbinden Horbach mit Richterich, Aachen-Mitte und Heerlen. Zusätzlich verkehrt in den Nächten vor Samstagen sowie Sonn- und Feiertagen die Nachtexpresslinie N2.
| Linie | Verlauf |
| ----- | --- |
| 17    | Aachen Bushof – Ponttor – Laurensberg – Richterich – (Bank →) Horbach – Locht Zollmuseum |
| 44    | Schnellbus: Aachen Hbf – Elisenbrunnen – Aachen Bushof – Ponttor – Laurensberg – Richterich – Horbach (D) – Hogeschool Zuyd (NL) – Heerlen                                                              |
| N2    | Nachtexpress: nur in den Nächten vor Samstagen sowie Sonn- und Feiertagen Elisenbrunnen – (Aachen Bushof → / Karlsgraben ←) Ponttor – Laurensberg – Richterich – Horbach – Locht (D) – Gracht Kerk (NL) |

## Sehenswürdigkeiten
- Zollmuseum Friedrichs
- Haus Heyden
- Haus Ober-Frohnrath
- Obermühle, ehemalige oberschlächtige Mühle am Amstelbach, heute Tagungszentrum
- Untermühle, ehemalige oberschlächtige Mühle am Amstelbach, heute Pferdepension
- Gut Rosenberg – ehemaliges Gutsgebäude, heute „Akademie für Handwerksdesign“ der Handwerkskammer Aachen

## Vereinsleben
Der überwiegende Teil der Horbacher Ortsvereine ist in der Interessengemeinschaft der Horbacher Vereine (IG Horbacher Vereine) organisiert, der jedoch auch weitere Institutionen wie die Pfarrgemeinde angehören. Diese IG organisiert alle 2 Jahre ein Dorffest auf dem Horbacher Schulhof und richtet den jährlichen Seniorennachtmittag aus, an dem alle Horbacher Einwohner ab dem 65sten Lebensjahr teilnehmen können.
Im Jahr 2016 gehörten der IG folgende Vereine und Gruppen an:
- Kath. Frauengemeinschaft
- Förderverein der Katholischen Grundschule Horbach
- Förderverein Kindergarten
- Förderverein Pfarre
- Pfarreirat
- Kirchenchor St. Cäcilia (gegr. 1902)
- KAB Horbach
- KG Horbacher Freunde 1998 e. V.
- St. Marien-Gesangverein (gegr. 1864)
- Ortsbauernschaft Horbach
- DPSG Stamm Westwind
- SV 1919 Horbach
- T.o.T-Unicorn